# 深田梨菜
深田 梨菜（ふかだ りな、1989年12月21日 - ）は、日本の元AV女優。

## 略歴
2008年にAVデビュー。アスリート・ギャル・痴女・熟女・Ｍ女・BDSMなど、様々な役柄で作品を残す。
2011年12月1日に発売された「極太アナルFUCKエクスタシー」ではアナルを解禁するなど、活動後期には幅広いプレイに対応するようになる。
2012年12月9日、自身のツイッターにて、2013年1月いっぱいで引退することを発表。引退理由は「色んなやりたい事にチャレンジしようかなって！(o^^o)」とのこと。

## 作品

### アダルトビデオ
2008年
- ATHLETE 全裸ソフトボール（8月21日、SODクリエイト）
- 団地妻生中出し13（10月3日、TMA）
- gal（11月19日、ミスター・インパクト）
- CHARISMA☆MODEL特別編 絶品オイルBODY Vol.3（11月19日、kira☆kira）
- 痴女 近親相姦（11月21日、GLAY'z）
- 流出 個人撮影 素人美少女中出し援交 5（11月21日、プレステージ）
- Hカップボイン素人ナマ中出し きょうこ（11月22日、胸キュン喫茶）
- スーパーヒロイン危機一髪 Vol.28 仮面戦士ハートブレイガー（12月12日、ギガ）
- こだわりの手コキ 4時間SP 10（12月13日、隼エージェンシー）オムニバス作品
- 救命戦隊　バトルアスリーター（12月24日、ギガ）

2009年
- フェラコレ2009冬SP（1月15日、隼エージェンシー）オムニバス作品
- 超舌ベロリアン（2月19日、アキノリ）
- ヒロインバトルレイプ 02（2月27日、ギガ）
- ボイン大好きしょう太くんのHなイタズラ 25（3月5日、グローリークエスト）
- 現役女子大生ミシュラン 04（3月15日、ドリームチケット）
- キレイなお姉さんのムチムチ巨尻 深田梨菜（4月13日、AVS）
- 巨大女 第4巻（4月23日、ギャロップ）
- ニーハイコレクター 絶対領域の虜（5月1日、グローリークエスト）
- 限ナシイキッパ!（5月1日、グローリークエスト）
- 美脚美女に飼われる人間ペット♂（5月5日、フリーダム）
- 拘束M男責め 2（5月5日、フリーダム）
- M男的主観「ワタシの玩具」にされた僕。（5月5日、フリーダム）
- 美少女の足裏 12（5月5日、フリーダム）
- ノンストップ！レイプ！4時間 2（5月19日、ミスター・インパクト）
- 乳もみオナニー＆乳もみスーパースロー（6月12日、TMA）
- スーパーヒロイン昇天地獄 セイント仮面フェニックス（6月12日、ギガ）
- 大淫乱 イグイグイグイグ大乱交（6月19日、乱丸）
- カラダイイオンナ 6（7月10日、HRC）
- S級ギャル240 II（7月19日、ミスター・インパクト）
- チ○ポ丸呑み ディープスロート 3（7月23日、アイエナジー）
- 金蹴り48手（8月5日、フリーダム）
- 非ヌキ系サロン 洗体エステで勃起しちゃった僕。 2（8月6日、アキノリ）
- TMA潮吹きBible 2枚組8時間（8月7日、TMA）
- 地下風俗潜入!!実在する高級秘密倶楽部にAVギャルを送り込め!!2（8月10日、ホットエンターテイメント）
- ギャルフェラチオ 21人（9月3日、グローリークエスト）
- 突然丸呑みチ○ポ（9月5日、アキノリ）
- 恐淫アクメ 淫閣 PUSSY HUNTING HOUSE Part3（10月3日、BabyEntertainment）
- 生ハム巨乳メロンゴージャス 2（11月6日、HRC）
- 淫乱AV50連発8時間（12月19日、乱丸）
- ヒロイン凌辱 Vol.25 ダイナウーマン編（12月25日、ギガ）

2010年
- ド・エロティック 〜大人の市民快感!〜（1月10日、ホットエンターテイメント）
- MOODYZファン感謝祭 バコバコバスツアー2010 ハイテンション大乱交天国!!（2月1日、MOODYZ）
- 鬼フェラ地獄 VII （3月26日、レアル・ワークス）
- ニーハイ、イジメ ソソる谷間と太ももで、モノ欲しそうに誘惑してくる、ドMボインの絶対領域 美脚の絶対領域FUCK×18 4時間（4月15日、ドリームチケット）
- 裏バコバコバスツアー2010 本編未収録！鬼吸引フェラチオ天国!!（5月1日、MOODYZ）
- キレイなお姉さんのムチムチ巨尻BEST（5月7日、AVS）
- レズ接吻 口舌吸奏楽 第7楽章 淫乱ベロ交尾（5月25日、アロマ企画）
- まんずりアクメ 〜クリトリスと亀頭の擦り愛〜（5月25日、アロマ企画）
- 挑発エロ尻 尻ずりで発射（イカ）されちゃった僕。（5月25日、アロマ企画）
- 夢の谷間コキッ! 〜七色の谷間でコカれたい〜（7月16日、映天）
- 突然、エロギャルに連続2回しゃぶられちゃった僕。（7月25日、アロマ企画）
- 美淫女の館（9月15日、アヴァ）
- 艶縄 弐（10月15日、カオカコミュニケーション）
- 鬼フェラ地獄 Director’s cut 03 〜ハメチオ乱交編〜（11月12日、レアル・ワークス）オムニバス作品
- ザーメンマンスプラッシュ・ゼロ（11月18日、プレステージ）
- 混浴温泉に一人でやって来た女性客は勃起チ○ポとの熱い出逢いを待っていた（12月7日、ヒビノ）
- 催眠オリエンテーション（12月13日、トラウマアート）
- ドーパミン・ハイ（12月19日、ドグマ）

2011年
- 勃起っパ! 一日中お姉さんに焦らされ続けたら（1月13日、アロマ企画）
- 姉 夜這いレイプ盗撮（1月21日、GLAY'Z）
- みずから腰を振るエロいお姉さん HD （ブルーレイディスク）（2月4日、GLAY'z）
- 実録リアル 強姦記録映像 マンション人妻押し込みレイプ（3月18日、GLAY'Z）
- キメレズ 女同士でアルコールと媚薬をキメテレズ（3月19日、ドグマ）
- レギンス狂 オニテカ×ガチピタ （3月25日、ミル）
- 10周年プレミアム作品 凌辱鬼に狙われたとある幼稚園のママたち… 実録投稿・4編のリアルレイプドラマ（4月10日、グローバルメディアエンターテイメント）
- 肉体関係 4 （2011年4月15日、カオカコミュニケーション）
- 愛人にしたい巨乳オンナ （2011年5月2日、メディア総販ソレイル）
- ドすけべ女大家とキモおやじの性生活 深田梨菜（5月5日、グローリークエスト）
- 爆裂巨乳ギャルレズキャットファイトカーニバル!! VOL.02（5月7日、GARCON）
- 人妻緊縛黒髪責め（6月1日、中嶋興業）
- レイプ HD COLLECTION （ブルーレイディスク）（6月3日、GLAY'Z）
- 満員路線バスで若妻のむっちりレギンス尻にフル勃起チ○ポを密着させたら腰を動かしてきた（6月4日、ヒビノ）
- スーパーエーロータイム・超好色戦士ランジェリオン 深田梨菜 （6月5日、パラダイスTV）
- クライマックスダイジェスト 乱れ泣く美女たち’11-1（6月13日、アートビデオ）
- 野外人妻羞恥 1 深田梨菜 （7月1日、映天）
- 素人汁って素敵◆ 接吻とM男とザーメンを、こよなく愛す痴女OLの、全汁飲み干し逆レイプ 深田梨菜 （8月5日、ドリームチケット）
- 美脚攻め 〜脚の綺麗な女性にいじめられたい〜（8月5日、OFFICE K'S）
- 禁断介護 深田梨菜 （8月18日、グローリークエスト）
- M男クンのアパートの鍵、応募者には内緒でこっそり2人に貸しときました。 深田梨菜 （9月5日、ワープエンタテインメント）
- 極太オルガズムW絶頂レズフィスト （9月18日、マドンナ）
- 痴女JK リナ 深田梨菜 （10月7日、GLAY'z IMPACT）
- レズビアン三姉妹 （10月15日、ワンズファクトリー）
- 姉妹どんぶり中出しサセ子 （10月15日、クロス）
- ふんどしクリニック 深田梨菜 （10月20日、ROCKET）
- ごっくん大好き!ノーパンパンスト変態レディ 深田梨菜 （10月28日、Fitch）
- Luv Cream 8 深田梨菜 （11月4日、デジタルアーク）
- 極太アナルFUCKエクスタシー 深田梨菜 （11月24日、Fitch）
- 恥辱の女潜入捜査官5 鼻畜拷問 深田梨菜 （11月25日、シネマジック）
- ヤブサメ2011BEST OF BEST 10時間SP（12月23日、流鏑馬グラフィティ）

2012年
- 精液便女 Vol.2 深田梨菜（2012年1月7日、ラッシュ）
- HYPER HIGHLEG QUEEN- 009（2012年1月25日、デジタルアーク）
- 絶対スリップ こんなに苛められたら私はただのエロ女です 深田梨菜（2012年1月30日、メディア総販ソレイル）
- 罠に堕ちた人妻9 肉体弁済 狙われた肉体（2012年4月1日、中嶋興業）
- 覚醒 エロ痴女 深田梨菜（2012年5月1日、中嶋興業）
- 秘密エージェント イキータ 深田梨菜（2012年5月4日、映天）
- むさぼる 異常性欲夫 巨乳人妻 愛欲中出し 深田梨菜（2012年6月7日、桃太郎映像出版）
- 『エロボイス』＆『本人の生声』をダブルで収録！（2012年6月7日、ATOM）
- 悪のヒロイン逆レイプ！ 戦闘員を性欲の道具として使う鬼女幹部！京子 深田梨菜（2012年6月25日、メディア総販ソレイル）
- ゴージャスボディーがしゃぶりつく 深田梨菜（2012年7月1日、Fetish Box/妄想族）
- 日本人平均を優に超えるモンスターチ○ポ カリデカ　Maika 深田梨菜（2012年7月5日、ATOM）
- 借金まみれの四畳半 娘を他人に抱かせました。 （2012年7月25日、ながえスタイル）
- ボンテージの虜 M男調教QUEEN（2012年9月5日、未来 フューチャー）
- トリプルレズビアン4〜二穴交尾愛〜（2012年9月7日、クリスタル映像）
- 橋田貴光のAV女優ガチ撮り個人撮影 17 悪用禁止！！言葉でイキまくる究極洗脳SEX『野外トランス首締めタンツボ性処理ドM便女』 深田梨菜（2012年9月10日、メディア総販ソレイル）
- バーチャルヒロインハンター 格闘ヒロイン アリスの敗北 深田梨菜（2012年10月1日、メディア総販ソレイル）
- 極太アナルファックナマ中出し調教 深田梨菜（2012年10月25日、AVS collector’s）
- 深田梨菜 BEST 4時間 THE FREE BITCH IS BACK 深田梨菜（2012年11月1日、Fetish Box/妄想族）
- 欲深き巨乳人妻の性生活 深田梨菜（2012年12月1日、FAプロ・プラチナ）
- 三穴拷問鬼イカセ アナル潜入捜査官 深田梨菜（2012年12月14日、ケイ・エム・プロデュース）

2013年
- 月刊 パンティストッキングマニア Vol.12（1月5日、OFFICE K’S）
- 野外人妻羞恥 SP 深田梨菜（1月5日、映天）
- ダンサー尻コキ（2月1日、OFFICE K’S）
- 下半身3点責め Vol.5（2月1日、OFFICE K’S）
- 包茎チンポ責め 2（2月1日、OFFICE K’S）
- 淫らな言葉ぶっかけてあげるわ 巨乳美女の官能淫語プレイ 深田梨菜（2月25日、ジャネス）
- 騎乗位大好き！ 超極太ディルドー夫人 深田梨菜（2月25日、AVS collector’s）
- 脚責め天国！集団美脚イジメ 魅惑の女子校編（3月1日、OFFICE K’S）
- 咥えこんだらイクまで離さない すっぽんフェラ（3月15日、OFFICE K’S）
- ずーっと乳首いじってセックスしてあげる（3月15日、OFFICE K’S）
- アナル性感開発 やりすぎ肛門検査（3月15日、OFFICE K’S）
- ガニ股フェラ（4月5日、OFFICE K’S）
- 母子で巡るHな職場体験（4月11日、ディープス）
- 妄想セレブマダムの淫語 7 深田梨菜（4月15日、ジャネス）
- 悪戯な深田梨菜 パーフェクトコレクション180分 SPECIAL 総集編（4月15日、未来 フューチャー）
- 男汁を欲しがる性豪女2 深田梨菜（4月19日、Fetish Box/妄想族）
- ノーパンdeガニ股な妄想女 2 深田梨菜（4月25日、ジャネス）
- 爆乳小便まみれ大乱交 美月優芽 当真ゆき 深田梨菜（4月25日、オペラ）
- 麗裸-reira- 2（4月26日、なでしこ）
- スーパーヒロイン危機一髪！！ VOL.48 美少女戦士セーラーアテナ（5月10日、GIGA）
- 女体拷問研究所 ANOTHERS 8 紅蓮アマゾネス鎮魂歌 深田梨菜（5月25日、ベイビーエンターテイメント）
- 妻のアナルを犯して下さい…。 深田梨菜（6月25日、マドンナ）
- NOと言えない発狂ザーメン暴射（7月15日、ジャネス）
- 美淫女の館 1 深田梨菜（8月13日、アートビデオSM/妄想族）
- 悩殺アクメ淫語オナニー（9月5日、ジャネス）
- 狂おしいほどオナニーしたい 3（10月1日、Fetish Box/妄想族）
- 痴女QUEEN 深田梨菜 BEST 4時間（11月5日、ジャネス）
- ペニバンFUCK＆聖水ぶっかけスペシャル（12月5日、未来 フューチャー）
- ザ・ベイビーエンターテイメント 2013 PREMIUM BEST ～淫秘の女体轟沈アクメ～（12月7日、ベイビーエンターテイメント）
- マニアックなフェラチオだけにしてくれ（12月15日、ジャネス）
- M男快悶！ペニバンFUCK依存症（12月15日、impact（サンワソフト））
- パンスト美脚で責められたい 4時間（12月20日、OFFICE K’S）
- サディスティックM男調教【女医＆女社長編】（12月25日、CHANGE）

2014年
- OL達による蹴殺踏襲支配！粛正ブーツリンチ！！（1月12日、BLACK LABEL）
- THE 絶叫女祭り8時間 ご近所さん…声が大きくてごめんなさいスペシャル！！！！（1月24日、クリスタル映像）
- カウパー汁全開！生殺し寸止め天国（3月5日、未来 フューチャー）
- 極イキッ！！美熟女セレクション8時間 ノンストップイキッぱなしハメっぱなし全40名！！（5月19日、婦人社/エマニエル）
- 肉欲に溺れた母親たち29名にチ●ポがふやけるほど激しい腰使いで4時間搾られっぱなしの息子たち！！（6月6日、NON）
- べろちゅうレズビアン（6月13日、BACK DROP）
- 高画質 SEXするだけじゃ満足出来ない！挿入しながら更にその体を弄ぶ16時間！！（7月19日、ROOKIE）
- 激突き立ちBACK＆鬼フェラ（8月7日、DOPAMIX）